# Abakan (Hakasija, Rusija)
Abakan (ruski: Абакан) je glavni grad Hakasije, republike u Ruskoj Federaciji, u južnom dijelu središnjeg Sibira. Nalazi se na ušću rijeke Abakan u rijeku Jenisej, 230 km jugozapadno od Krasnojarska, na 53°43′N 91°25′E / 53.717°N 91.417°E. 
Broj stanovnika: 

158.000 (procjena 1992.)

169.000 (procjena 2001.)

163.189 (popis 2008.)

Petar Veliki je ovdje 1707. dao sagraditi tvrđavu. Godine 1823. na ovom je mjestu osnovano naselje Ust-Abakanskoe koje je kasnije postalo utvrđeni grad Abakansk u guberniji Jenisejsk. Smatralo ga se najblažim i najugodnijim mjestom u Sibiru.
Od 1925. – 1931. grad je bio znan kao Hakask.
Nedaleko se nalazi nadgrobni humak Li Kitaija i nekoliko kipova ljudi visokih 2–3 metra, pokrivenih petroglifima. 

## Vanjske poveznice
- Službena stranica (rus.)
- Albis Photo-Gallery: Abakan Khakassia (engl.)
- Abakan city streets views(engl.)
- Arhivirana inačica izvorne stranice od 20. lipnja 2018. (Wayback Machine)Beyaz Arif Akbas, "Khakassia: The Lost Land", Portland State Center for Turkish Studies, 2007.(tur.)